# Côte d’Azur
Koordinaten: 43° 0′ N, 6° 0′ O
Als Côte d’Azur [kotdaˈzyːr] (okzitanisch Còsta d’Azur [ˈkɔstɔ daˈzyɾ] oder [ˈkɔsta daˈzyɾ], italienisch Costa Azzurra, deutsch azurblaue Küste) wird ein Teilstück der französischen Mittelmeerküste bezeichnet, das gleichzeitig einen großen Teil der provenzalischen Küste darstellt. Der Name ist eine Schöpfung des Dichters Stéphen Liégeard, der 1887 ein Buch mit dem Titel La Côte d’Azur veröffentlichte. Die Côte d’Azur ist nach azurblauem Wasser benannt.
Die Bezeichnung Französische Riviera ist gleichbedeutend (vgl. Riviera). Im Englischen wird üblicherweise die Bezeichnung French Riviera verwendet.
Neben den Residenzen vieler prominenter Persönlichkeiten und der zahlreicheren Ruheständler ist die französische Riviera seit dem 18. Jahrhundert ein beliebtes Urlaubsgebiet der Franzosen und ausländischen Touristen.

## Geographie
Die Côte d’Azur erstreckt sich nach den französischen Lexika („Petit Robert“, „Petit Larousse“) von Cassis (bei Marseille) bis Menton an der Grenze zu Italien. Manche Quellen geben allerdings Toulon, Hyères oder Saint-Tropez als westlichen Anfangspunkt an. Andere beschränken die Côte d’Azur auf die Küste des Départements Alpes-Maritimes.
Die Côte d’Azur ist Teil der Region Provence-Alpes-Côte d’Azur mit den Küstengrenzen der Départements Bouches-du-Rhône, Var und Alpes-Maritimes sowie dem Fürstentum Monaco und bildet somit den Großteil der provenzalischen Mittelmeerküste. Bekannte Orte sind Saint-Tropez, Cannes, Antibes, Nizza, Monaco und Menton.
Das Hinterland ist mit den Seealpen, den provenzalisch-nizzardischen Voralpen und dem Massif des Maures sehr gebirgig. Charakteristisch für die westliche Côte d’Azur sind die roten Felsen der Küste, die sich vom Esterel-Gebirge bis zur Abgrenzung durch die Calanques ausstrecken. Im Osten fallen die Alpen bei Monaco und Menton steil ins Meer und grenzen die Côte d’Azur von der Italienischen Riviera (Ligurien) ab.

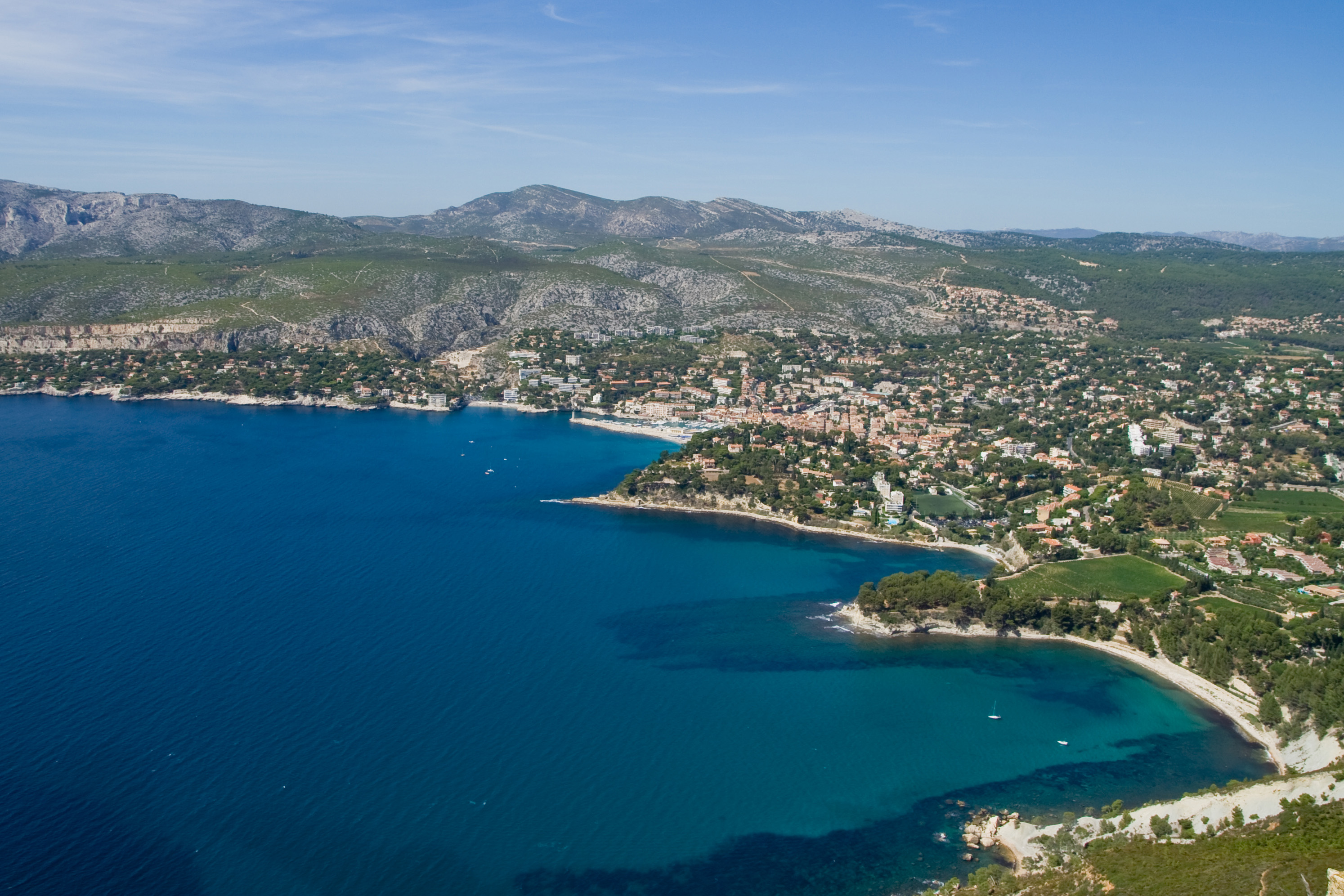
Cassis an der Côte d’Azur
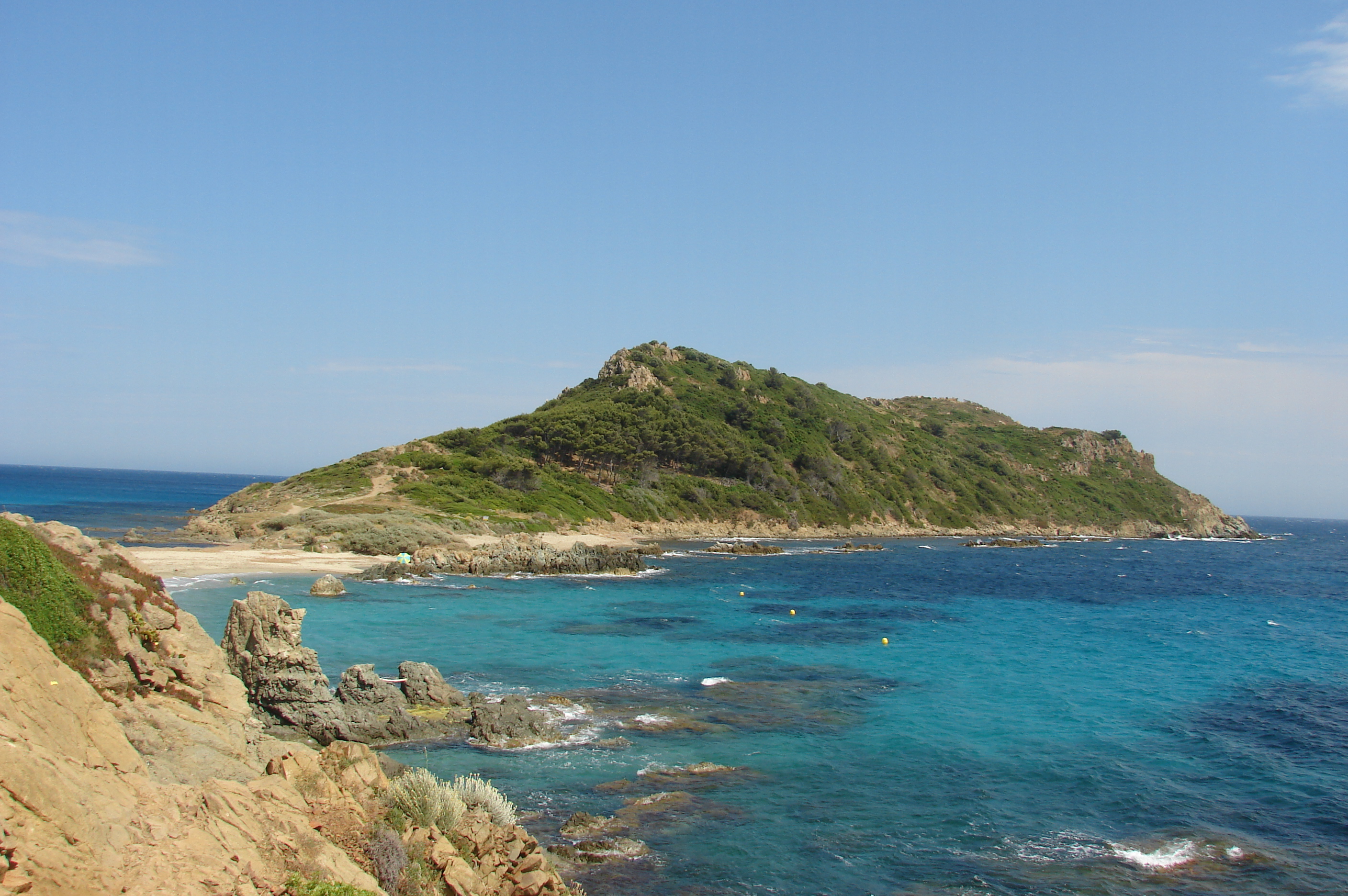
Cap Taillat bei Ramatuelle
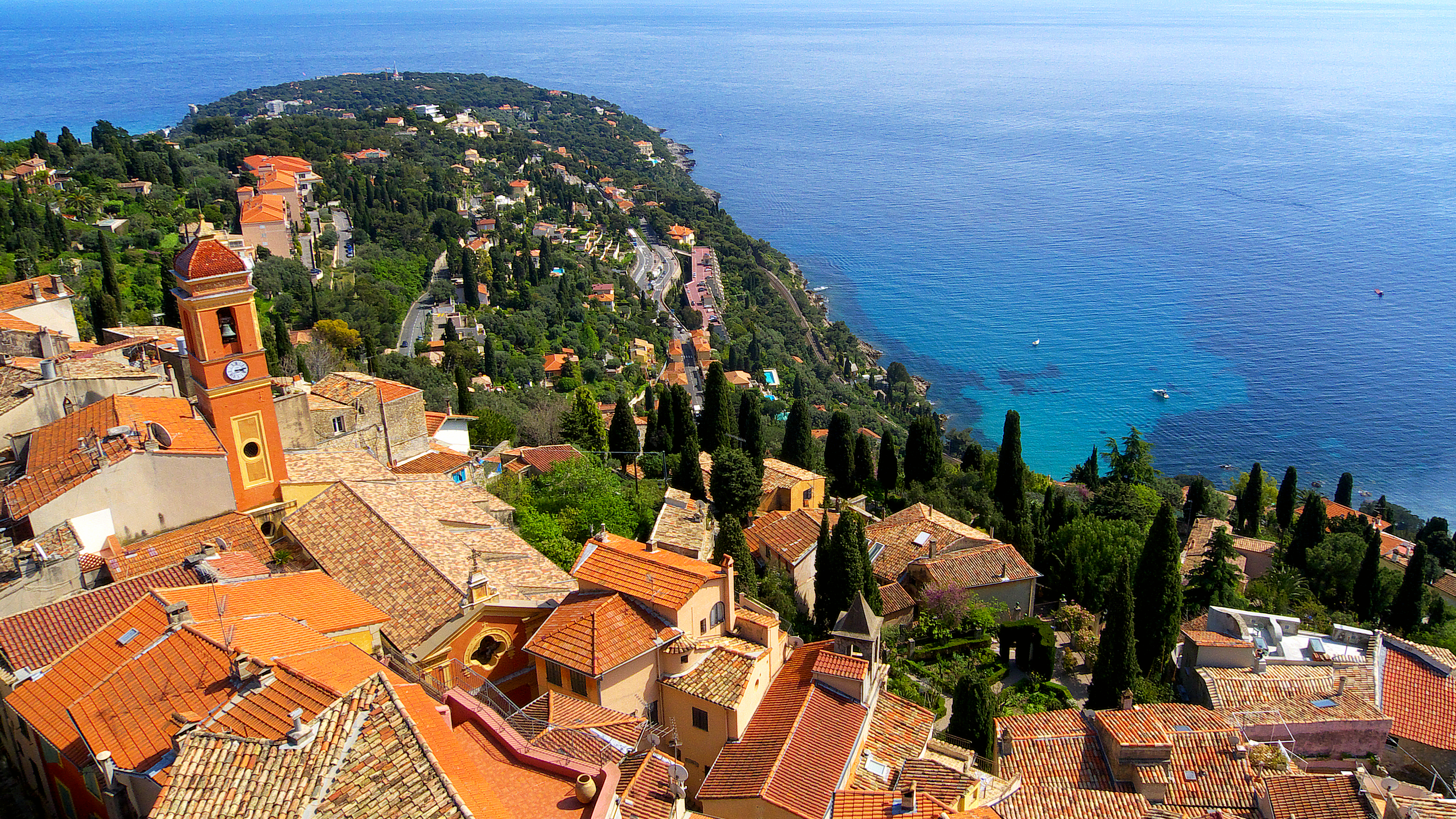
Blick von der mittelalterlichen Burg auf Roquebrune und die Halbinsel Cap Martin
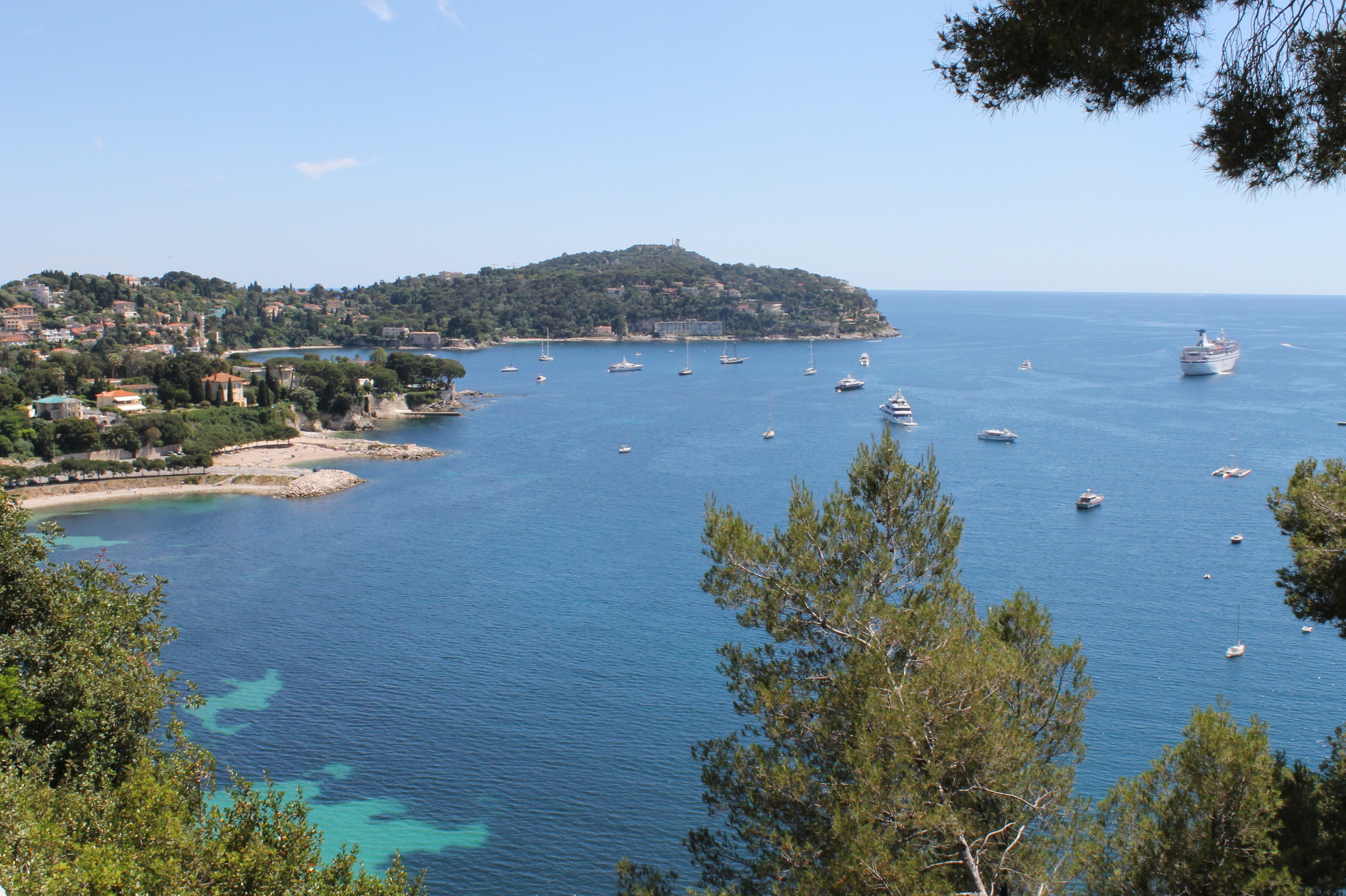
Cap Ferrat bei Nizza

### Küstengemeinden
Nachfolgend sind alle 46 eigenständigen Gemeinden, die gemäß den französischen Lexika (Petit Robert und Petit Larousse) zur Côte d’Azur zählen und unmittelbar an das Mittelmeer grenzen, mit ihren Einwohnerzahlen und administrativen Zugehörigkeit zum jeweiligen Département aufgelistet. Von den 46 Gemeinden gehören 27 verwaltungsrechtlich zum Département Var, 16 zum Département Alpes-Maritimes und zwei Gemeinden zum Département Bouches-du-Rhône. Ferner zählt das Fürstentum Monaco zur Côte d’Azur und grenzt direkt an das Mittelmeer. Die bevölkerungsreichsten Gemeinden sind Nizza (Nice, 353.701 Einwohner), Toulon (180.834), Antibes (76.612) und Cannes (74.040); die einwohnerkleinsten Gemeinden sind Rayol-Canadel-sur-Mer (644), Théoule-sur-Mer (1.418) und Saint-Jean-Cap-Ferrat (1.476).
| Wappen                                     | Gemeinde               | Einwohner (2022) | Département      |
| ------------------------------------------ | ---------------------- | ---------------- | ---------------- |
| Wappen der Gemeinde Cassis                 | Cassis                 | 6.706            | Bouches-du-Rhône |
| Wappen der Gemeinde La Ciotat              | La Ciotat              | 37.599           | Bouches-du-Rhône |
| Wappen der Gemeinde Saint-Cyr-sur-Mer      | Saint-Cyr-sur-Mer      | 11.668           | Var              |
| Wappen der Gemeinde Bandol                 | Bandol                 | 8.263            | Var              |
| Wappen der Gemeinde Sanary-sur-Mer         | Sanary-sur-Mer         | 17.938           | Var              |
| Wappen der Gemeinde Six-Fours-les-Plages   | Six-Fours-les-Plages   | 36.843           | Var              |
| Wappen der Gemeinde Saint-Mandrier-sur-Mer | Saint-Mandrier-sur-Mer | 6.064            | Var              |
| Wappen der Gemeinde La Seyne-sur-Mer       | La Seyne-sur-Mer       | 62.905           | Var              |
| Wappen der Gemeinde Ollioules              | Ollioules              | 14.320           | Var              |
| Wappen der Gemeinde Toulon                 | Toulon                 | 180.834          | Var              |
| Wappen der Gemeinde La Garde               | La Garde               | 26.316           | Var              |
| Wappen der Gemeinde Le Pradet              | Le Pradet              | 10.582           | Var              |
| Wappen der Gemeinde Carqueiranne           | Carqueiranne           | 9.412            | Var              |
| Wappen der Gemeinde Hyères                 | Hyères                 | 55.384           | Var              |
| Wappen der Gemeinde La Londe-les-Maures    | La Londe-les-Maures    | 11.010           | Var              |
| Wappen der Gemeinde Bormes-les-Mimosas     | Bormes-les-Mimosas     | 8.361            | Var              |
| Wappen der Gemeinde Le Lavandou            | Le Lavandou            | 6.431            | Var              |
| Wappen der Gemeinde Rayol-Canadel-sur-Mer  | Rayol-Canadel-sur-Mer  | 644              | Var              |
| Wappen der Gemeinde Cavalaire-sur-Mer      | Cavalaire-sur-Mer      | 7.895            | Var              |
| Wappen der Gemeinde La Croix-Valmer        | La Croix-Valmer        | 3.832            | Var              |
| Wappen der Gemeinde Ramatuelle             | Ramatuelle             | 1.889            | Var              |
| Wappen der Gemeinde Saint-Tropez           | Saint-Tropez           | 3.586            | Var              |
| Wappen der Gemeinde Gassin                 | Gassin                 | 2.674            | Var              |
| Wappen der Gemeinde Cogolin                | Cogolin                | 12.076           | Var              |
| Wappen der Gemeinde Grimaud                | Grimaud                | 4.557            | Var              |
| Wappen der Gemeinde Fréjus                 | Fréjus                 | 58.499           | Var              |
| Wappen der Gemeinde Sainte-Maxime          | Sainte-Maxime          | 14.394           | Var              |
| Wappen der Gemeinde Roquebrune-sur-Argens  | Roquebrune-sur-Argens  | 15.006           | Var              |
| Wappen der Gemeinde Saint-Raphaël          | Saint-Raphaël          | 36.632           | Var              |
| Wappen der Gemeinde Théoule-sur-Mer        | Théoule-sur-Mer        | 1.418            | Alpes-Maritimes  |
| Wappen der Gemeinde Mandelieu-la-Napoule   | Mandelieu-la-Napoule   | 21.201           | Alpes-Maritimes  |
| Wappen der Gemeinde Cannes                 | Cannes                 | 74.040           | Alpes-Maritimes  |
| Wappen der Gemeinde Vallauris              | Vallauris              | 28.579           | Alpes-Maritimes  |
| Wappen der Gemeinde Antibes                | Antibes                | 76.612           | Alpes-Maritimes  |
| Wappen der Gemeinde Villeneuve-Loubet      | Villeneuve-Loubet      | 16.729           | Alpes-Maritimes  |
| Wappen der Gemeinde Cagnes-sur-Mer         | Cagnes-sur-Mer         | 52.852           | Alpes-Maritimes  |
| Wappen der Gemeinde Saint-Laurent-du-Var   | Saint-Laurent-du-Var   | 31.645           | Alpes-Maritimes  |
| Wappen der Gemeinde Nizza                  | Nizza (Nice)           | 353.701          | Alpes-Maritimes  |
| Wappen der Gemeinde Saint-Jean-Cap-Ferrat  | Saint-Jean-Cap-Ferrat  | 1.476            | Alpes-Maritimes  |
| Wappen der Gemeinde Beaulieu-sur-Mer       | Beaulieu-sur-Mer       | 3.835            | Alpes-Maritimes  |
| Wappen der Gemeinde Villefranche-sur-Mer   | Villefranche-sur-Mer   | 5.012            | Alpes-Maritimes  |
| Wappen der Gemeinde Èze                    | Èze                    | 2.155            | Alpes-Maritimes  |
| Wappen der Gemeinde Cap-d’Ail              | Cap-d’Ail              | 4.491            | Alpes-Maritimes  |
| Wappen des Fürstentums Monaco              | Monaco (1)             | 39.050           | —                |
| Wappen der Gemeinde Roquebrune-Cap-Martin  | Roquebrune-Cap-Martin  | 12.419           | Alpes-Maritimes  |
| Wappen der Gemeinde Menton                 | Menton                 | 30.326           | Alpes-Maritimes  |
| —                                          | Gesamt (46)            | 1.401.342        | —                |

## Ereignisse
Internationale Aufmerksamkeit genießen die Internationalen Filmfestspiele von Cannes, die seit 1946 jährlich im Mai stattfinden.
Ebenfalls alljährlich findet im Dezember das Internationale Zirkusfestival von Monte-Carlo unter der Schirmherrschaft der monegassischen Fürstenfamilie sowie im Frühjahr das Autorennen Der Große Preis von Monaco statt.
In Saint-Tropez findet seit 2021 das jährliche Tennisturnier Saint-Tropez Open und in Roquebrune-Cap-Martin seit 1969 das Tennisturnier Monte Carlo Masters der ATP Masters Series statt.
Während der Hauptsaison sind die Strände und Städte zum Teil sehr überlaufen. Auf den Küstenstraßen entstehen häufig Staus.
Es kommt regelmäßig zu großflächigen Wald- und Buschbränden, da im Sommer die Natur austrocknet.

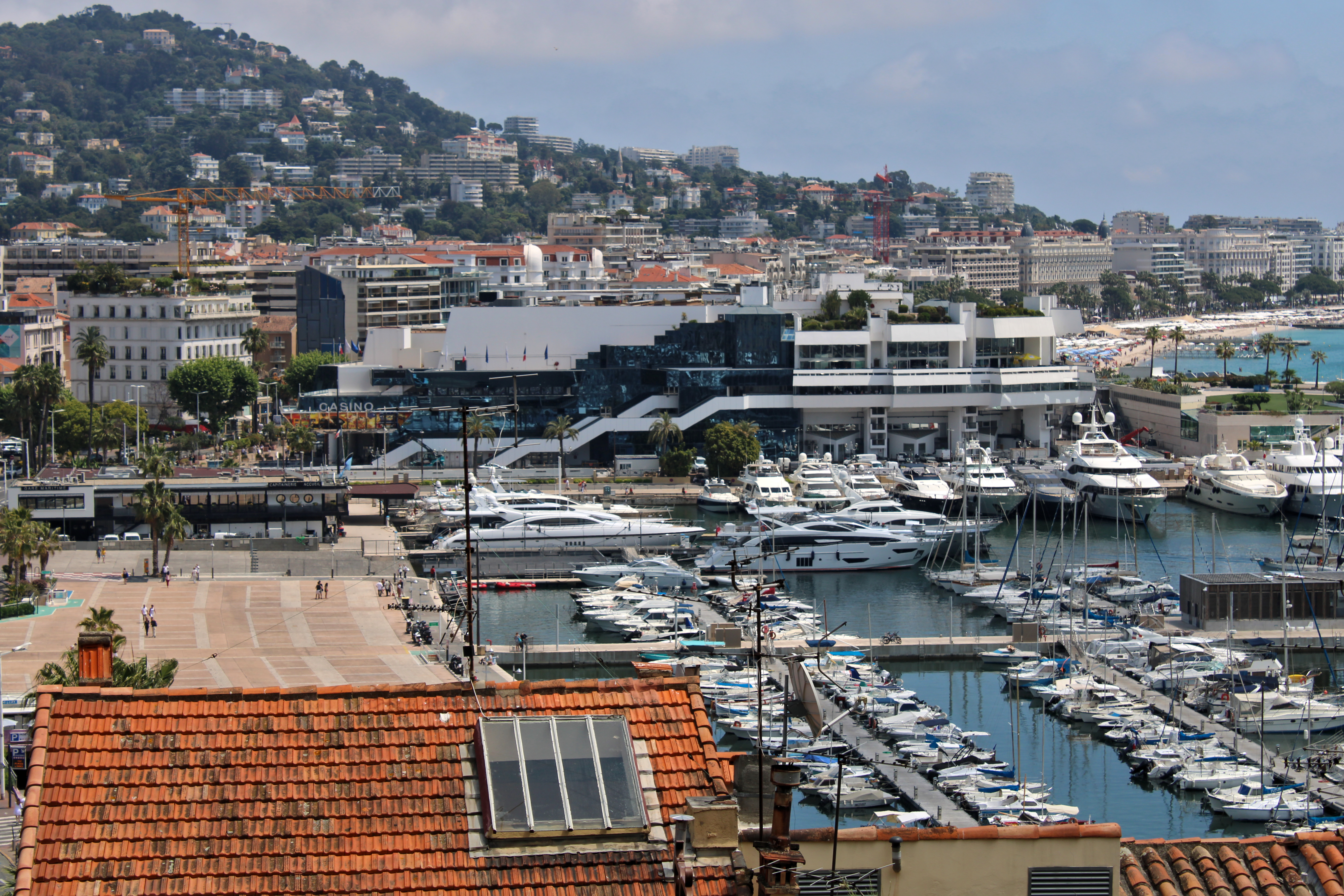
Hafen von Cannes mit dem Palais des Festivals et des Congrès
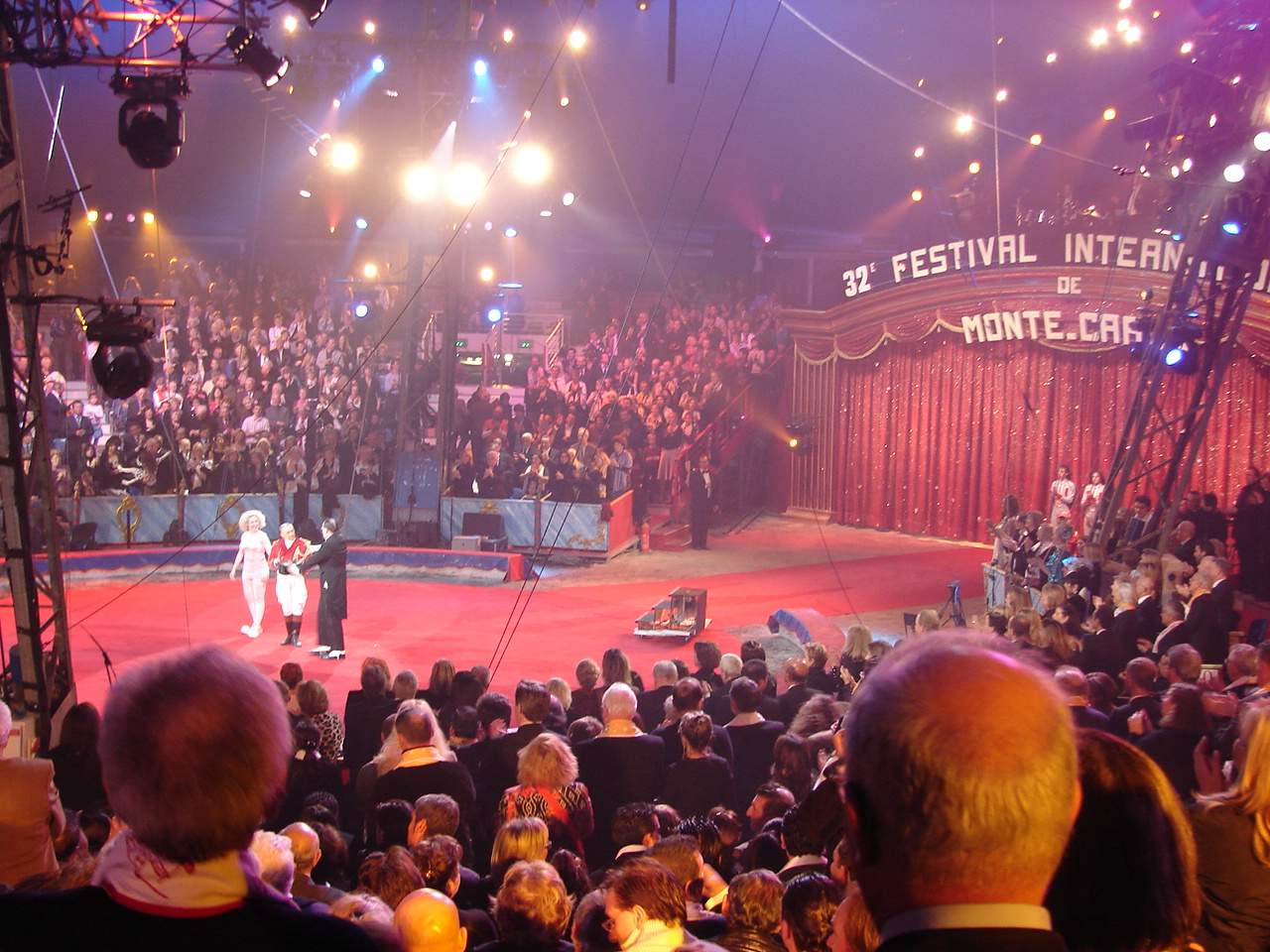
Scott & Muriel beim 32. Internationalen Zirkusfestival 2008
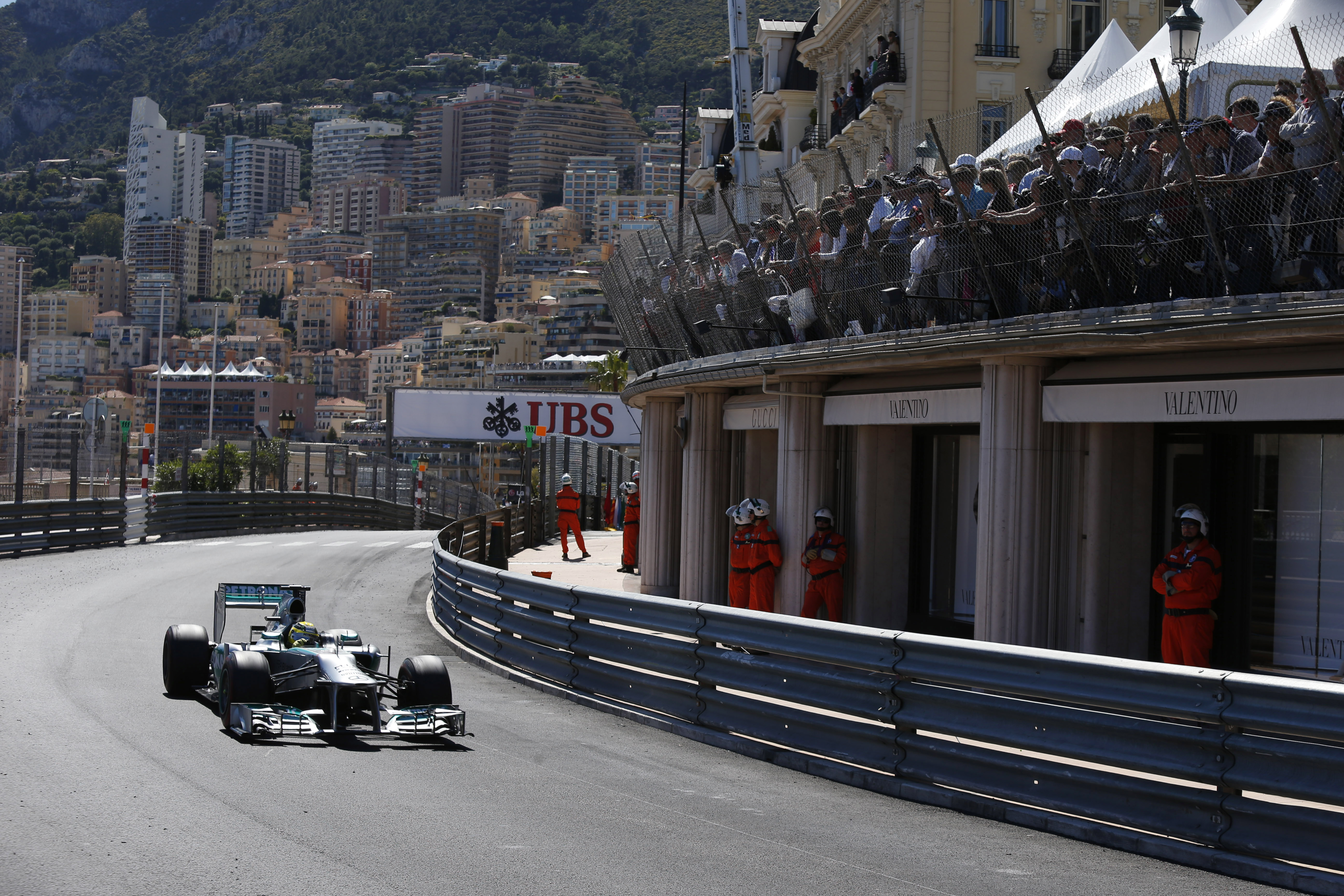
Das Autorennen Der Große Preis von Monaco
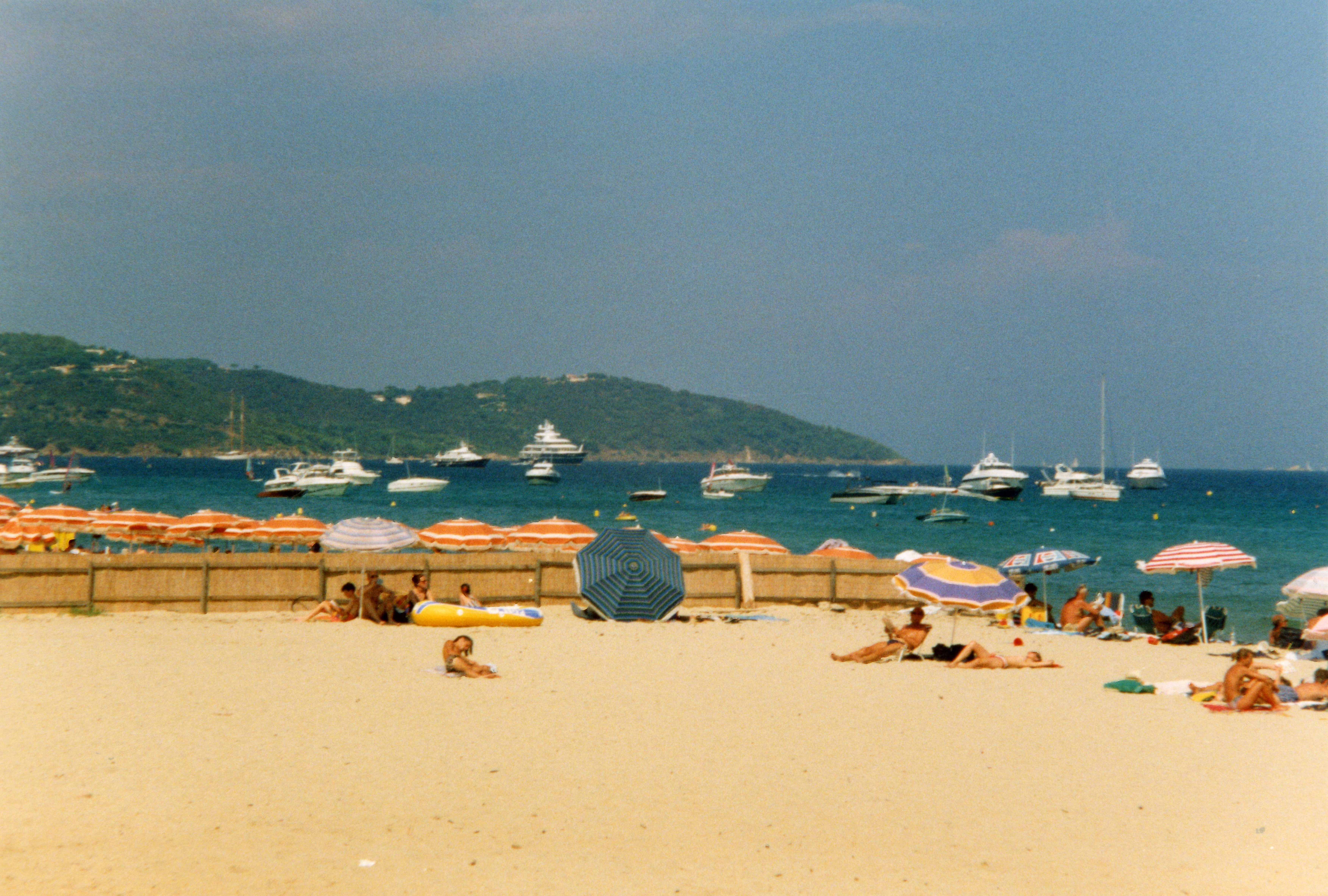
Der Strand Pampelonne bei Saint-Tropez

## Klima
Die Côte d’Azur ist für ihr angenehmes mediterranes Klima bekannt. Selbst im Winter kann es an sonnigen Tagen zwischen 15 °C und 20 °C warm werden. Im Sommer klettern die Temperaturen selten deutlich über 30 °C. Die Côte d’Azur kommt im Jahr auf ca. 300 Sonnentage.
|                       | Jan  | Feb  | Mär  | Apr  | Mai  | Jun  | Jul  | Aug  | Sep  | Okt  | Nov  | Dez  |   |      |
| Mittl. Tagesmax. (°C) | 13,1 | 13,4 | 15,2 | 17,0 | 20,7 | 24,3 | 27,3 | 27,7 | 24,6 | 21,0 | 16,6 | 13,8 | ⌀ | 19,6 |
| Mittl. Tagesmin. (°C) | 5,3  | 5,9  | 7,9  | 10,2 | 14,1 | 17,5 | 20,3 | 20,5 | 17,3 | 13,7 | 9,2  | 6,3  | ⌀ | 12,4 |
|                       |      |      |      |      |      |      |      |      |      |      |      |      |   |      |
| Niederschlag (mm)     | 69   | 45   | 39   | 69   | 45   | 34   | 12   | 18   | 73   | 133  | 104  | 93   | Σ | 734  |
|                       |      |      |      |      |      |      |      |      |      |      |      |      |   |      |
| Sonnenstunden (h/d)   | 5,1  | 5,9  | 7,0  | 7,5  | 8,6  | 10,2 | 11,2 | 10,2 | 8,1  | 6,6  | 5,2  | 4,9  | ⌀ | 7,6  |
|                       |      |      |      |      |      |      |      |      |      |      |      |      |   |      |
| Regentage (d)         | 7    | 6    | 6    | 6    | 5    | 4    | 2    | 3    | 4    | 6    | 7    | 6    | Σ | 62   |
|                       |      |      |      |      |      |      |      |      |      |      |      |      |   |      |
| Wassertemperatur (°C) | 13   | 12   | 13   | 14   | 16   | 20   | 22   | 23   | 21   | 19   | 16   | 14   | ⌀ | 16,9 |
|                       |      |      |      |      |      |      |      |      |      |      |      |      |   |      |
| Luftfeuchtigkeit (%)  | 67   | 67   | 69   | 73   | 76   | 75   | 74   | 73   | 74   | 74   | 71   | 67   | ⌀ | 71,7 |

| 5,3 |

| 5,9 |

| 7,9 |

| 10,2 |

| 14,1 |

| 17,5 |

| 20,3 |

| 20,5 |

| 17,3 |

| 13,7 |

| 9,2 |

| 6,3 |

| 5,3 |

| 5,9 |

| 7,9 |

| 10,2 |

| 14,1 |

| 17,5 |

| 20,3 |

| 20,5 |

| 17,3 |

| 13,7 |

| 9,2 |

| 6,3 |